# Liste fiktiver Elemente, Materialien, Isotope und Elementarteilchen
Fiktive Elemente, Materialien, Isotope und Elementarteilchen existieren nicht real, sondern nur in fiktionalen Werken (in der Mythologie oder fiktionaler Literatur wie Fantasy und Science-Fiction). Es gibt kein Element im Periodensystem, dessen Name auf „-it“ endet, obwohl viele Mineralien einen Namen mit diesem Suffix besitzen. Einige der aufgeführten Materialien können tatsächlich Mineralien, Legierungen oder andere Kombinationen sein. Jedoch sind fantastische Werke oft sehr vage in solchen Unterscheidungen. Hier wird die wahrscheinlichste Zuordnung vorgenommen. Die Liste ist nicht abgeschlossen, so gibt es allein im Perryversum Hunderte erfundener Materialien und Werkstoffe.

## Liste (Auswahl)
| Name                           | Vorkommen | Beschreibung |
| ------------------------------ | --- | --- |
| Adamant, Adamantium, Adamantit | Chroniken der Unterwelt, Drifting Souls 2, Final Fantasy, Griechische Mythologie, Marvel Comics, Master of Magic, RuneScape, Terraria, Warhammer 40K, World of Warcraft | In der griechischen Mythologie bezeichnet Adamant ein sehr hartes Material, mit dem sogar Götter verletzt werden können. In der Antike wurde es zumeist als Metall interpretiert, im Mittelalter, als man die hohe Härte bestimmter Edelsteine wie Diamant und Saphir entdeckte, dann als Mineral. In neuzeitlicher Fiktion beschreibt Adamantium eine Reihe eng verwandter Eisenverbindungen zusammen mit chemischen Harzen. Es wird häufig als unzerstörbar beschrieben. Das Skelett von Wolverine ist von diesem Material überzogen. |
| Amazonium                      | DC Comics | Dieses Metall befindet sich nur auf der fiktiven Insel Themyscira und wird für eine extrem feste und leichte Rüstung verwendet. Eine Amazonium-Legierung findet sich in den Armbändern von Wonder Woman. |
| Arkanium                       | Das Schwarze Auge | Auch als Marboblei bezeichnet, ist ein weiches, magisches Metall, von reinweißer bis hellgrauer Farbe. Es ist geringfügig leichter als Gold. |
| Bavarium                       | Just Cause 3 | Bavarium ist ein sehr explosiver Stoff, der magnetische Eigenschaften besitzt. Bavarium ist grün-bläulich und hat eine geringe Dichte. Benutzt wird es als Energiequelle und als Material zur Herstellung von Waffen. |
| Beskar                         | Star Wars | Im Star-Wars-Universum ist Beskar ein äußerst widerstandsfähiges Material, das sowohl Blasterschüsse als auch Lichtschwerter abblockt. Nur das Volk der Mandalorianer weiß, wie man es verarbeitet. Sie nutzen es ausschließlich, um Rüstungen herzustellen, denn die Herstellung von Beskar-Waffen verstößt gegen ihren Kodex. Zudem kommt Beskar nur auf Mandalore und seinem Mond Concordia vor. |
| Byzanium                       | Hebt die Titanic | In dem Roman Raise the Titanic von Clive Cussler ist Byzanium ein sehr seltenes Mineral, das zur Energiegewinnung für das Sicilian Project, ein Laserschutzschirm für die USA, benötigt wird. |
| Carbonit                       | Star Wars | Ein metallähnlicher Feststoff, der verwendet wird, um darin eingeschlossene Waren oder Lebewesen dauerhaft zu konservieren. Laut Beschreibung handelt es sich dabei um ein schockgefrorenes Kohlenstoffgas. In der Realität kann CO2 auch durch Kompression und Abkühlung in einen festen Zustand überführt werden. Dabei entsteht jedoch Trockeneis, das weiß und brüchig ist. |
| Carit                          | Perry Rhodan | Absorbiert jegliche Energie, ist unzerstörbar und wird von den Kosmokraten gewonnen, indem sie andere Erze mit Ultimaten-Stoff anreichern. |
| Cavorit                        | Die ersten Menschen auf dem Mond | In dem Roman von H. G. Wells ist Cavorit ein Material, auf das die Schwerkraft keine Wirkung hat. Sein Erfinder Cavor konstruiert eine Hohlkugel aus verschiebbaren Cavoritplatten, mit der er anschließend zum Mond reist. |
| Chroniton-Partikel             | Star Trek | Chroniton-Partikel dienen in Star Trek häufig als technische Grundlage für verschiedene Zeitreisetechniken. So können Chroniton-Torpedos gewissermaßen durch die Zeit reisen, um den Schutzschild eines Schiffes zu umgehen: Sie durchdringen den Raum, den das Schiff einnimmt zu einem Zeitpunkt, an dem es dort noch abwesend ist, um dann in der Gegenwart des Schiffes zur Explosion gebracht zu werden. |
| Corbomite                      | Star Trek | Eine imaginäre Substanz, die Captain James T. Kirk als Bluff gegen Angriffe erfunden hat. Er beschreibt es als Material und Vorrichtung, die Angriffe auf Schiffe der Sternenflotte verhindert. Dieses „Corbomite-Maneuver“ findet bei mindestens zwei Gelegenheiten Anwendung (Episoden Pokerspiele, Wie schnell die Zeit vergeht). |
| Digedanium                     | Mosaik | Ein nach den Digedags benanntes, superfestes Metall mit einer außergewöhnlich geringen Dichte, es ist auf dem Planeten Neos zu finden. |
| Dilithium                      | Star Trek | Ein kristallines Mineral im Star-Trek-Universum, das die Antimateriereaktion im Warpkern des Überlichtantriebs der Raumschiffe reguliert, da es weder mit Materie noch mit Antimaterie wechselwirkt. Das chemische Symbol für Dilithium ist Dt, sein Atomgewicht beträgt 87. Es ist nicht zu verwechseln mit der real existierenden Lithiummodifikation Dilithium (Li2). Daneben wird in den Folgen bzw. Filmen neben Dilithium (Doppellithium) noch Trilithium (Dreifachlithium) erwähnt. |
| Duranium                       | Star Trek | Element 145 im „Erweiterten Periodensystem“ der Star-Trek-Serie. |
| Dysonium                       | The Orville | wird für einen Zeitsprung benötigt |
| Element 99                     | Singularity | Element 99 ist ein während der 1950er Jahre entdecktes, radioaktives Element im Computerspiel „Singularity“ aus dem Jahr 2010 (im Spiel wird es als das 99. Element des Periodensystems dargestellt, was dem tatsächlich 1952 entdeckten Einsteinium entspricht; der Realitätsbezug endet danach). Es ist für verschiedene die Zeit beeinflussende Effekte verantwortlich und wird in verschiedenen Geräten (z. B. im „Zeitmanipulationsgerät“, kurz ZMG, des Protagonisten Captain Nathaniel Renko) zu diesem Zweck verwendet. |
| Element Zero                   | Mass Effect | Element Zero (Ordnungszahl 0, Symbol Ez) ist unter elektrischer Spannung in der Lage, ein Masseeffektfeld zu erzeugen und die Masse aller darin enthaltenen Objekte zu erhöhen oder zu verringern. Mit Hilfe dieser Masseeffektfelder sind sowohl Weltraumreisen annähernd ohne Zeitverlust als auch Telekinese-Effekte möglich. |
| Elerium 115                    | UFO: Enemy Unknown | Elerium ist im ersten Teil der X-Com-Reihe ein Element, das aus abgeschossenen Alien-Raumschiffen gewonnen werden kann und für die Herstellung fortgeschrittener Waffen und Ausrüstungsgegenstände sowie als Flugzeugtreibstoff benötigt wird. Da es nicht selbst produziert werden kann, ist es im Spielverlauf von entscheidender Wichtigkeit. |
| Elex                           | ELEX | Gelangte durch einen Meteoriten auf den Planeten Magalan. Wird es unverändert konsumiert, wird das logische Denken gestärkt und die Emotionen geschwächt. In Form von Stims wird es als Droge benutzt, als Treibstoff für Mechs und nach einer Umwandlung als Mana, durch das die durch den Meteoriten zerstörte Welt wieder fruchtbarer wird. |
| Endurium                       | Das Schwarze Auge | Ein magisches, schwarz glänzendes Metall, das sehr hart und zugleich sehr elastisch ist. Färbt andere Metalle selbst bei geringer Legierung ebenfalls schwarz. |
| Eridium                        | Borderlands 2 | Eridium ist ein wertvoller Rohstoff, der im Science-Fiction-Rollenspiel-Shooter Borderlands 2 benötigt wird, um Waffen und Fähigkeiten zu verbessern. |
| Eternium                       | Das Schwarze Auge | Ein seltenes, magisches Metall, das von innen heraus in der Glut der Sonne leuchtet. Es ist wesentlich schwerer und härter als Gold. |
| Gravitonium                    | Marvel Comics (u. a. Marvel’s Agents of S.H.I.E.L.D.) | Gravitonium ist ein Element im Marvel-Universum, welches in der Lage ist, Gravitation zu manipulieren. Des Weiteren ist es auch der Ursprung von Gravitons Kräften. |
| Gravium                        | Captain Future | Gravium ist ein Material im Captain-Future-Universum, das zur Beeinflussung der Gravitationsverhältnisse auf den Planeten des Sonnensystems genutzt wird. Durch Gravium sind überhaupt erst interplanetare Reisen, Handel und Migration innerhalb der Planeten des Sonnensystems möglich. |
| Himmlische Bronze              | Rick-Riordan-Universum | Himmlische Bronze ist ein Metall mit magischen Eigenschaften. Es kann Wesen der Mythologie (z. B. Monster, Naturgeister, Titanen, Giganten usw. usw.) sowie Halbgötter verwunden und töten. Sogar Götter sind durch Himmlische Bronze verwundbar. Durch Sterbliche hingegen gleiten Waffen aus Himmlischer Bronze einfach hindurch, ohne sie zu berühren. |
| Howalgonium                    | Perry Rhodan | Howalgonium und andere Hyperkristalle sind die in der Romanserie am häufigsten erwähnten Materialien und bilden die Grundlage der sogenannten Hypertechnik: Antigravitation, Flüge durch den Hyperraum und andere Antriebe mit Überlichtgeschwindigkeit, Energieerzeugung, Schutzschirme, Waffen und vieles mehr. |
| Isolynium                      | Star Trek: Discovery/Staffel 4, Folge 8 | Element 178 im „Erweiterten Periodensystem“ der Star-Trek-Serie. |
| Kerium                         | Marshall Bravestarr | Kerium ist ein transparentes, funkelndes und karminrotes Mineral, das nur auf dem Planeten Neu-Texas in bauwürdiger Menge vorkommt. Die Entdeckung von Kerium (das als Treibstoff für intergalaktische Reisen verwendet wird) löste einen Kerium-Rausch aus, der Siedler aus der gesamten Galaxis anzog. Abgebaut wird Kerium vornehmlich durch die Prairie-People, die Ureinwohner von Neu-Texas. |
| Kordit                         | Masters of the Universe | Kordit ist ein seltenes Mineral Eternias, das sowohl als Energiequelle wie auch als Legierungsbestandteil sehr begehrt ist. Es wird von den zwergenhaften Widgets in Minen abgebaut und kann einzig im Feuer des Vulkans Kane geschmolzen werden. Gilt im MotU-Universum als eines der mächtigsten Elemente von mystischer Kraft, das z. B. nicht nur imstande ist, die Macht der Sorceress bzw. der von ihr errichteten Mystischen Mauer zu brechen, sondern auch Macht über Seeungeheuer aller Art verleihen soll und Rüstungen mystisch verstärkt. Mer-Mans Seeungeheuer in der 200X-Serie (Staffel 1, Episode 6) wird überaus mächtig und in die Lage versetzt, an Land zu gehen, nachdem es einen Kristall aus Kordit verschluckt hat. Eine Verwechslung mit dem real existierenden Sprengstoff Kordit ist möglich. |
| Kryptonit                      | DC Comics | Das Mineral Kryptonit spielt in den Geschichten über Superman und andere Kryptonier eine wichtige Rolle. Es spielt die Rolle der „Achillesferse“ für den ansonsten fast unverwundbaren Superman. Kryptonit entstand bei der Verschmelzung von Elementen des Planeten Krypton während dessen Explosion und ist radioaktiv. |
| Kyberkristall                  | Star Wars | Kyberkristalle dienen der Bündelung und Fokussierung von Energiestrahlen. Sie bilden den Kern der Lichtschwerter und werden ebenso in den Superlasern der Todessterne und der Starkiller-Basis eingesetzt. Große Vorkommen von Kyberkristallen befanden sich auf dem Planeten Ilum und dem Mond Jedha. Die Sith in den alten Zeiten hatten keine Möglichkeit, um an natürlich vorkommende Kyberkristalle zu gelangen, weshalb sie Verfahren zur Synthetisierung dieser entwickelten. |
| Latinum                        | Star Trek | Metall, welches bevorzugt als Zahlungsmittel dient, weil es nicht repliziert werden kann. Bei Raumtemperatur ist es flüssig oder kann zumindest flüssig vorkommen. |
| Luurs-Metall                   | Perry Rhodan | Ein Metall, dessen Besonderheit ist, dass es unter allen Bedingungen eine Temperatur von 3,4336715781 °C behält. Einzige Fundstelle ist der Planet Luurs. Es dient als Echtheitsmerkmal der Währung Solar, in dessen Scheine es als hauchfeines Netz eingearbeitet ist. |
| Mindorium                      | Das Schwarze Auge | Ein magisches, hartes und sprödes Metall, dessen Oberfläche je nach Lichteinfall in allen Regenbogenfarben glänzt. |
| Mithril                        | Fantasyspiele (u. a. Master of Magic), Final Fantasy, RuneScape, Terraria, Tolkiens Welt, World of Warcraft                                                             | Ein vor allem für Panzerung verwendetes, sehr robustes, silberfarbenes Metall mit einer geringen Dichte. |
| Narrativium                    | Scheibenwelt | Auf der Scheibenwelt ist Narrativium ein tatsächliches Element wie Wasserstoff oder Schwefel. Es bestimmt erzählerische Grundregeln und stellt sicher, dass sie eingehalten werden. Kausalität funktioniert deswegen ein wenig anders als auf der „Rundwelt“: Die Sonne geht nicht auf, weil sie sich um die Welt dreht, sondern weil der Held Tageslicht braucht, um seine Geschichte zu einem Ende zu bringen. |
| Naquadah                       | Stargate – Kommando SG-1 | Naquadah ist im Stargate-Universum eine Substanz zur Erzeugung von Energie. Es wird in den Waffen und Antrieben der außerirdischen Goa'uld verwendet und später auch von den Menschen genutzt. |
| Naquadria                      | Stargate – Kommando SG-1 | Naquadria ist im Stargate-Universum eine instabile, radioaktive, sehr energiereiche Variante des Naquadah. Es wird für Raumschiffantriebe und zur Verstärkung von Nuklearwaffen verwendet. |
| Netherite                      | Minecraft | Netherite ist ein feuerbeständiges und explosionsresistentes Material, dass zur Verstärkung von Diamantausrüstung verwendet wird. |
| Neutronium                     | Science-Fiction (u. a. VGA Planets) | In dem Computerspiel VGA Planets wird Neutronium als Treibstoff verwendet. Die drei weiteren spielrelevanten Mineralien sind Molybdenum sowie die bereits aus Star Trek bekannten Stoffe Tritanium und Duranium. |
| Nividium                       | X-Universum (PC-Spieleserie) | Nividium ist ein seltenes Mineral, das nur in einigen der größeren Asteroidenfeldern gefunden werden kann. Seine Verwendungsmöglichkeiten sind beschränkt, obwohl es bereits zum Bau von Supraleitern eingesetzt wurde. Nividium in seiner reinsten Form wird als sehr seltene und wertvolle Ware gehandelt. |
| Omega                          | Star Trek | In der Star-Trek-Serie Raumschiff Voyager wird Omega als ein extrem energiereiches, aber instabiles Molekül beschrieben. Die Handhabung ist dermaßen gefährlich, dass nur leitende Offiziere über das bloße Vorhandensein des Omega-Moleküls informiert sind. |
| Photanium                      | Masters of the Universe (Staffel 1, Episode 5) | Bei Photanium handelt es sich um ein – zumindest nach seiner thermischen Aufbereitung – als unzerstörbar geltendes Metall, dessen Erz ausschließlich auf dem Eternia-Mond Phantos vorkommt. Nur He-Man allein ist in der Lage, Ketten oder Gefängnisse aus Photanium durch Einsatz seiner Körperkraft zu zerstören. Die Photanium-Vorkommen auf Phantos werden von der dort ansässigen Königin Elmora verwaltet. |
| Ragnit                         | Valkyria Chronicles (1 bis 4) und Valkyria Revolution | Ragnit ist ein kristallisches, blau leuchtendes Mineral, dass zur Verwendung von Anti-Panzer-Waffen, Treibstoff und zur Medizin verwendet wird. Ragnit ist ein sehr explosiver Stoff, wodurch auch die Herstellung von Handgranaten und Flammenwerfer möglich ist. |
| Raritanium                     | Ratchet & Clank | Raritanium findet im Laufe der Serie unter anderem Verwendung für die Aufrüstung von Waffen oder das Abschließen von Aufträgen. Diesem Mineral wird aufgrund seiner Seltenheit und Haltbarkeit ein hoher Wert beigemessen. |
| Rote Materie                   | Star Trek | Rote Materie ist eine erfundene Substanz in J. J. Abrams Film Star Trek aus dem Jahr 2009 sowie dem Einführungscomic „Star Trek: Countdown“. Das seltene Mineral Dekalithium wird zu roter Materie umgewandelt, welche eine Singularität erzeugt, sobald sie in Kontakt mit nuklearer Materie kommt. Sie wird verwendet, um mit Hilfe dieser Singularität eine drohende Naturkatastrophe abzuwenden, aber auch, um einen Planeten zu zerstören. |
| Rotes Quecksilber              | verschiedene | Rotes Quecksilber wird zur Bezeichnung verschiedener chemischer Substanzen gebraucht, die tatsächlich oder hypothetisch existieren könnten oder lediglich fantastischen oder mysteriösen Spekulationen entstammen. |
| Ryetalyn                       | Raumschiff Enterprise, Folge Planet der Unsterblichen | Mineral, Gegenmittel gegen das tödliche rigelianische Fieber |
| Scrith                         | Ringwelt | Aus diesem Material ist der Boden der Ringwelt erstellt. Es ist ein extrem dichtes und reißfestes Material. |
| Spice                          | Dune | Spice, auch Melange oder das Gewürz genannt, steht im Zentrum des Dune-Universums. Einzige Quelle ist der Wüstenplanet Arrakis, wo es von den einheimischen Sandwürmern produziert wird. Das Gewürz ist eine lebensverlängernde Droge, die zudem die kognitiven und mentalen Fähigkeiten der Menschen erhöht; dies ist von besonderer Bedeutung, da im Dune-Universum Denkmaschinen und künstliche Intelligenzen verboten sind. Die auf Arrakis einheimischen Fremen fertigen aus dem Spice auch Alltagsgegenstände. Das Spice ist ein hochkomplexes Molekül, das für mehr als 10.000 Jahre nicht künstlich hergestellt werden kann. |
| Super Atronital Kompositum     | Perry Rhodan | Ein beinahe unzerstörbarer Stoff, der als Raumschiff-Legierung verwendet wird. Mit diesem Stoff auf der Außenhülle ist es möglich, in die innere Korona einer Sonne zu fliegen. |
| Takionium                      | Captain Future | Dieses Element ist ein Lichtelement, welches als Treibstoff für Takioniumtriebwerke und Zeitreisen verwendet wird. |
| Tiberium                       | Command & Conquer | Tiberium ist ein zentrales Element der Command-&-Conquer-Reihe. Wird von den Scrin Ichor genannt. |
| Titanium                       | Das Schwarze Auge | Ist ein hartes, magisches Metall. Es hat eine silbrig-helle Farbe, welche bei Lichteinfall jedoch orangerot erscheint. |
| Tofirit/Carborit               | Ren Dhark | Tofirit ist ein Element mit sehr hoher Dichte (481,072 kg/cm³) und einer Vielzahl von Einsatzmöglichkeiten (Waffen, Rüstung, Energie, Funkverstärker). In Verbindung mit Kohlenstoff trägt es den Namen Carborit und hat eine Temperaturbeständigkeit von 200.000 °C. |
| Transformium                   | Transformers: Ära des Untergangs | Transformium ist programmierbare Materie, aus der die Transformers gebaut wurden. |
| Trilithium                     | Star Trek | Trilithium ist eine Substanz, welche zur Produktion von Waffen verwendet werden kann. Meist wird es als Sprengstoff eingesetzt, ist jedoch auch hochgiftig. Trilithium kann aus Dilithium gewonnen werden. |
| Trinium                        | Stargate – Kommando SG-1 | Trinium ist ein silbrig glänzendes, dichtes Metall, das nach seiner Veredelung sehr widerstandsfähig ist. Es wird in Stargate für die Iris des Erdgates sowie für Schiffshüllen verwendet. Außerdem ist es essentiell für die Tollaner-Phasenwechseltechnologie. Abgebaut wird es von den Salish-Indianern auf dem Planeten PXY-887. |
| Tritanium                      | Star Trek | Element 121 im „Erweiterten Periodensystem“ der Star-Trek-Serie. |
| Turbinium                      | Die totale Erinnerung – Total Recall | Turbinium ist ein Element, welches als Treibstoff für einen von Aliens vor mehr als 500.000 Jahren auf dem Mars errichteten Reaktor dient, welcher Teile des Eiskerns des Mars schmilzt und so Sauerstoff freisetzt. |
| Tylium                         | Battlestar Galactica, Kampfstern Galactica, Star Trek: Raumschiff Voyager                                                                                               | Tylium ist ein Treibstoff, der sowohl in der Serie Star Trek: Raumschiff Voyager von einer Rasse namens Hirogen verwendet als auch in der Serie Battlestar Galactica von allen als Treibstoff genutzt wird. |
| Unitall                        | Ren Dhark | Unitall ist das Material der Ringraumer und damit ein zentrales Thema der gesamten Romanreihe. Sein Schmelzpunkt liegt bei 143.750 °C. |
| Unobtainium                    | Gedankenexperimente, Avatar, Skyrates (MMOG), The Core | Allgemein wird Unobtainium (von (to) obtain, englisches Wortspiel für etwas nicht Beziehbares) als Codename für ein sehr seltenes, teures oder physikalisch unmögliches Material verwendet, das für einen bestimmten Zweck benötigt wird. In The Core wird es als eine spezielle Wolfram-Titan-Matrix beschrieben. In Avatar ist es ein wertvolles Metall mit ungewöhnlichen supraleitenden und magnetischen Eigenschaften. In Skyrates bezeichnet es ein grünes Element mit vielen Eigenschaften, allem voran die Antigravitation. |
| Uridium                        | Uridium | Uridium ist das Metall, das die Super-Dreadnaughts im letzten Level des Videospiels Uridium von 1986 erlangen wollen, was der Spieler verhindern muss. Nähere Details zum Metall sind nicht bekannt. |
| Uru                            | Marvel Comics | Uru ist ein Metall, das sich ausschließlich auf dem Neutronenstern Nidavellir befindet. Auch wenn es aus Stein zu bestehen scheint, weist es metallische Eigenschaften auf. Es lässt sich zudem nur sehr schwer schmieden. Eine weitere Besonderheit ist, dass aus Uru geschmiedete Waffen sehr leicht mit Zaubersprüchen belegt und somit nahezu unzerstörbar gemacht werden können. Der Hammer Mjölnir und die Axt Sturmbrecher von Thor wie auch Odins Speer und Heimdalls Schwert bestehen aus Uru. |
| Varanium                       | Black Bullet (Anime) | Varanium ist ein Metall, welches ein magnetisches Feld besitzt, das die fiktionalen Aliens (Gastrea) schwächt. Es wird zur Herstellung von Waffen, Munition und weiteren, meist fiktionalen Dingen verwendet. |
| Vibranium                      | Marvel Comics | Vibranium ist ein Metall, das durch einen Meteoriten auf die Erde gelangt ist. Es absorbiert Vibrationen in der Umgebung und kinetische Energie, die darauf gerichtet ist. Sowohl der Schild von Captain America als auch Black Panthers Anzug bestehen unter anderem aus Vibranium. |
| Voltarium                      | Gene Roddenberry’s Andromeda | Voltarium ist ein in Andromeda vorkommendes, künstliches, sehr schweres radioaktives Element. Es findet dort vor allem Verwendung in der Waffentechnologie, da es kurzzeitig die Gravitation aufheben kann, und ist daher ein wichtiger Bestandteil von Novabomben. |
| Zamomin                        | Zamonien | In den Romanen von Walter Moers handelt es sich um ein von Professor Doktor Abdul Nachtigaller entwickeltes denkendes Element, das Fabelwesen von Zamonien telepathisch kontrolliert und zum Bau und Betrieb des monströsen Schiffes namens Moloch zwingt. |
| Zrbit                          | X-COM: Terror from the Deep | Zrbit ist im zweiten Teil der X-Com-Reihe eine Legierung aus Gold und Alien-Biomaterial, das aus abgeschossenen Alien-Raumschiffen gewonnen werden kann und für die Herstellung fortgeschrittener Waffen und Ausrüstungsgegenstände sowie als Treibstoff benötigt wird. Da es nicht selbst nachproduziert werden kann, ist es im Spielverlauf von entscheidender Wichtigkeit. |
| Zydrine                        | EVE Online | Findet sich nur in großen Geoden, die außen felsähnlich sind und eine kristallartige Innenstruktur aufweisen. Die seltensten und wertvollsten Geoden enthalten das grüne Zydrine. |